# Jan Sowa
Jan Kazimierz Sowa (ur. 6 lutego 1976 w Krakowie) – polski socjolog i kulturoznawca, nauczyciel akademicki Uniwersytetu Jagiellońskiego (2005–2016) i Akademii Sztuk Pięknych w Warszawie (od 2018).

## Życiorys

### Działalność naukowa
Studiował polonistykę, psychologię i filozofię na Uniwersytecie Jagiellońskim w Krakowie, uzyskując dyplom magistra psychologii w 2001, oraz na Uniwersytecie Paryskim VIII w Saint-Denis. 
W 2005 został zatrudniony na macierzystej uczelni. W 2006 obronił tam przygotowaną pod kierunkiem Zdzisława Macha pracę doktorską z socjologii pt. Demokratyzacja–liberalizacja–modernizacja. O próbach społeczno-politycznej transformacji peryferii, a w 2013 uzyskał habilitację w dziedzinie kulturoznawstwa w Szkole Wyższej Psychologii Społecznej w Warszawie na podstawie rozprawy Fantomowe ciało króla. Peryferyjne zmagania z nowoczesną formą. 
Był związany z projektem Wolny Uniwersytet Warszawy (2009–2013) Fundacji Bęc Zmiana. Pracował na UJ do lutego 2016. W latach 2015–2019 wchodził w skład Komitetu Nauk o Kulturze Polskiej Akademii Nauk.
W 2018 objął stanowisko profesora uczelni w Akademii Sztuk Pięknych w Warszawie. Pracował jako kurator programu dyskursywnego i badań Biennale Warszawa (2018–2019). Prowadził badania lub był profesorem wizytującym na Uniwersytecie w São Paulo, w Akademii Sztuk Świata (Akademie der Künste der Welt) w Kolonii i w Instytucie Nauk o Człowieku w Wiedniu.

### Działalność kulturalna i społeczna
W 1999 był współtwórcą Wydawnictwa Ha!art, następnie redaktorem jego Linii Radykalnej oraz działu kulturoznawczego magazynu „Ha!art” (1999–2008), a także wiceprezesem (2004–2009) i przewodniczącym rady Fundacji Korporacja Ha!art (2009–2014).
Należał do pierwszych osób spoza środowiska informatycznego, które zajmowały się w Polsce licencjami otwartymi. W 2003 w magazynie Ha!art ukazał się przetłumaczony przez niego tekst Grahama Lawtona Open Source – wielka promocja rozdawania, gdzie m.in. pojawia się jedna z pierwszych w polskiej prasie informacji o Wikipedii, która miała wtedy 20 tys. haseł (patrz link na końcu artykułu). Zarówno książki autorstwa Jana Sowy, jak i redagowane przez niego w wydawnictwie Korporacja Ha!art ukazywały się na otwartych licencjach. W 2005 Jan Sowa był z Łukaszem Jachowiczem, Jarosławem Lipszycem i Sławomirem Sierakowskim inicjatorem listu otwartego przeciw unijnej dyrektywie patentowej z 2002.
Pracował jako dziennikarz w krakowskim oddziale Polskiego Radia i kurator w Galerii Sztuki Współczesnej Bunkier Sztuki w Krakowie. 
W 2008 utworzył z Jakubem de Barbaro i Jankiem Simonem spółdzielnię Goldex Poldex, która działała w Krakowie do 2012 stawiając sobie za cel poszukiwanie alternatywnych źródeł finansowania dla działalności kulturalnej i społecznej, a w latach 2008–2011 prowadził jej krakowską świetlicę ze współzałożycielami i Agnieszką Klepacką.
Od 2015 zasiada obok Marii Poprzęckiej i Marka Zaleskiego w radzie programowej Fundacji Kultury Wizualnej „Widok”. W latach 2016–2022 współtworzył z Borysem Lankoszem radę fundacji Inna Rzeczpospolita.
Publikował w Polsce i za granicą m.in. w „Lampie”, „Krytyce Politycznej”, kwartalniku „2+3D”, „Philosophie Magazine”, „Praesens” (Budapeszt) i „Focus Historia”.
Dużo podróżował, między innymi po Indiach, Azji Południowo-Wschodniej, Afryce i obu Amerykach. Czynnie uczestniczy w ruchu antyglobalistycznym.

## Badania naukowe
Zainteresowania Jana Sowy skupiają się wokół socjologicznych i kulturowych badań nad nowoczesnością. W szczególności interesuje go problematyka związana z modernizacją w cywilizacji Zachodu i poza nią, rozwojem kapitalizmu oraz relacjami między kulturą europejską a innymi kulturami (w tym kwestie kolonializmu, globalizacji, migracji oraz zderzenia Zachodu ze światem Islamu). Swoje podejście badawcze określa jako dialektyczno-materialistyczne.
Tłumaczył książki i artykuły z zakresu politologii, filozofii i socjologii. Współpracuje z kwartalnikiem „Praktyka Teoretyczna”.

## Publikacje
Sezon w teatrze lalek to zbiór, na który składają się teksty napisane między rokiem 2000 a 2003. Można tam znaleźć większość esejów publikowanych na łamach „Ha!artu” oraz teksty wcześniej nie drukowane (w tym prawie cały cykl pocztówki patafizyczne pojawiający się w internetowym miesięczniku „Ha!art” w latach 2001–2003). Poruszają one taką tematykę jak: urbanizacja, ewolucja wiedzy naukowej, konsumpcja, ruchy rewolucyjne, media niezależne, neoliberalizm ekonomiczny, polityka, współczesne postacie kontrkultury, Internet, terroryzm, globalizacja oraz ruchy anty- i alterglobalistyczne.
Frustracja. Młodzi o Nowym Wspaniałym Świecie to głos grupy ludzi urodzonych w latach 70. To „manifest generacji”, którą nazywano „pokoleniem nic”. Ten zbiór esejów jest krytycznym głosem o „nowym wspaniałym świecie” polskiej demokracji i wolnego rynku. Zdaniem autorów po upadku PRL zapowiadały się one jako spełnienie wszystkich najwspanialszych marzeń, a okazały się być światem skomercjalizowanej tandety – wypełnionym intelektualnym banałem, bezmyślną konsumpcją i rządami zasady maksymalizacji finansowych zysków.
Autorki i autorzy zbioru Zniewolony umysł 2. Neoliberalizm i jego krytyki poddają ideologię i praktykę „wolnorynkową” analizom zakorzenionym w różnych wersjach krytyki władzy. Konstruują alternatywne propozycje myślenia i szukają rozwiązań dla problemów późnej nowoczesności poza przestrzenią wyznaczoną przez logikę kapitału. Zdaniem autorów i autorek neoliberalny dyskurs zniewala umysły i wyklucza głosy krytykujące, umiejscawia szereg „niepodważalnych” dogmatów – pragnie być systemem „pozbawionym alternatywy” i „zgodnym z naturą ludzką”.
Publikacja Ciesz się, późny wnuku! opisuje rozwój demokracji w świecie zachodnim i próby demokratyzacji poza jego obszarem – z jednej strony jest polemiką z tradycją myśli liberalnej, z drugiej, poruszając kwestie reprezentacji, rewolucji i ideologii, wchodzi w dialog ze współczesnymi autorami lewicowymi, takimi jak Ernesto Laclau, Chantal Mouffe czy Slavoj Žižek.
Autor kontrastuje demokrację parlamentarną z modelem greckiej demokracji uczestniczącej i z demokracją radykalną. Zastanawia się nad możliwością demokratyzacji reżimów autorytarnych oraz nad dalszym rozwojem demokracji w krajach zwanych już demokratycznymi. Rozważa wpływ kolonializmu i globalizacji na społeczno-polityczną kondycję społeczeństw peryferyjnych. Obszernie omawia też przemiany społeczno-polityczne w Polsce po 1980.

## Życie prywatne
Mieszka w Warszawie. Syn Kazimierza Sowy.

## Publikacje

### Autorskie
- Sezon w teatrze lalek i inne eseje, Wydawnictwo Rabid, Kraków 2003
- Człowiek – umysł – maszyna. Rozmowy o twórczości i inteligencji (wspólnie z Edwardem Nęcką), Znak, Kraków 2005
- Ciesz się, późny wnuku! Kolonializm, globalizacja i demokracja radykalna, Korporacja Ha!art, Kraków 2008
- Fantomowe ciało króla. Peryferyjne zmagania z nowoczesną formą, Universitas, Kraków 2011
- Literatura polska po 1989 roku w świetle teorii Pierre'a Bourdieu. Raport z badań (wspólnie z Grzegorzem Jankowiczem, Piotrem Mareckim, Alicją Palęcką i Tomaszem Warczokiem), Korporacja Ha!art, Kraków 2014
- Inna Rzeczpospolita jest możliwa. Widma przeszłości, wizje przyszłości, Wydawnictwo W.A.B., Warszawa 2015
- Sport nie istnieje. Igrzyska w społeczeństwie spektaklu (wspólnie z Krzysztofem Wolańskim), Wydawnictwo W.A.B., Warszawa 2017

### Redakcje
- Frustracja. Młodzi o Nowym Wspaniałym Świecie (wspólnie z Piotrem Mareckim), Korporacja Ha!art, Kraków 2003
- Zniewolony umysł 2. Neoliberalizm i jego krytyki (wspólnie z Ewą Majewską), Korporacja Ha!art, Kraków 2007, ISBN 83-89911-61-2
- Na okrągło, 1989–2009 = Over and over again, 1989–2009 (wspólnie z Anetą Szyłak), Korporacja Ha!art, Kraków 2009
- Wieczna radość. Ekonomia polityczna społecznej kreatywności (wspólnie z Michałem Kozłowskim, Agnieszką Kurant, Krystianem Szadkowskim i Jakubem Szrederem), Fundacja Bęc Zmiana, Warszawa 2011, ISBN 978-83-929527-6-3 (wersja angielska)
- Edu-factory. Samoorganizacja i opór w fabrykach wiedzy (wspólnie z Krystianem Szadkowskim), Korporacja Ha!art, Kraków 2011
- Fabryka sztuki. Podział pracy oraz dystrybucja kapitałów społecznych w polu sztuk wizualnych we współczesnej Polsce (wspólnie z Michałem Kozłowskim i Jakubem Szrederem), Fundacja Bęc Zmiana, Warszawa 2014
- Majątek. Zbiór tekstów, Muzeum Rzeźby im. Xawerego Dunikowskiego, Warszawa 2015, ISBN 978-83-7100-805-4
- W poszukiwaniu wspólnego mianownika. Uniwersalizm i progresywna polityka kulturalna, Biennale Warszawa, Warszawa 2019
- Solidarność 2.0, czyli Demokracja jako forma życia, Biennale Warszawa, Warszawa 2019
- Perverse Decolonization? (wspólnie z Ekateriną Diogot(inne języki) i Davidem Riffem(inne języki)), Archive Books, Berlin 2021, ISBN 978-3-948212-48-3